# فتوى
الفتوى هي مرسوم ديني في دين الإسلام يقوم بإصداره علماء في الشريعة الإسلامية حسب الأدلة الشرعية من القرآن الكريم والسنة النبوية، ويعتبر إصدار الفتوى في الإسلام أمراً عظيما من ناحية المسؤولية، ويعتبر البعض من يصدر الفتوى أنه شخص نصَّب نفسه للتوقيع عن الله في أمور جدلية مثل الأمر، والنهي، وإطلاق مسميات مثل الحلال والحرام ومستحب ومكروه وغيرها. يتم إصدار الفتوى عادة نتيجة غياب جواب واضح وصريح يتفق عليه الغالبية في أمر من أمور الفقه الإسلامي ويتعلق بموضوع شائك ذات أبعاد سياسية أو اجتماعية أو اقتصادية أو دينية ويطلق تسمية المفتي على الشخص الذي يقوم بإصدار الفتوى. لا يوجد في الإسلام سلطة مركزية وحيدة لإصدار الفتوى وصدور فتوى معينة لا تعني بالضرورة أن جميع المسلمين سوف يطبقون ما جاء في الفتوى ويرى بعض علماء المسلمين أن بعض الفتاوى تصدر من أشخاص لا يعتبرون أهلا لإصدار الفتوى، وقد بدأ اهتمام وسائل الإعلام الغربي بمصطلح الفتوى بعد حادثتين تمت تغطيتهما على نطاق واسع، كانت الأولى فتوى روح الله الخميني عام 1989م بإهدار دم الروائي البريطاني من أصل هندي سلمان رشدي بعد نشره لرواية آيات شيطانية والتي اعتبرت من قبل الغالبية العظمى من المسلمين إساءة إلى رسول الإسلام، محمد بن عبد الله صلى الله عليه وسلّم والثانية كانت ما اعتبره الإعلام الغربي فتوى من أسامة بن لادن في عام 1998 م بإعلان الحرب على الولايات المتحدة.

## الفتوى في القرآن والحديث
يعتقد بعض علماء اللغة العربية واستنادا إلى النص القرآني في قصة يوسف «أفتوني في رؤياي إن كنتم للرؤيا تعبرون قالوا أضغاث أحلام وما نحن بتأويل الأحلام بعالمين» أن معنى «أفتوني» في هذه الآية هو «بينوا لي علماً استفيد منه» والفتوى في العقيدة الإسلامية هي تعبير عما وهب الله شخصا معينا من العلم استنادا على نفس السورة السابقة «يوسف أيها الصديق أفتنا», «لا يأتيكما طعام ترزقانه إلا نبأتكما بتأويله قبل أن يأتيكما ذلكما مما علمني ربي». وجاء أيضا في تفسير القرطبي بمعنى «سُؤَال قَوْم مِنْ الصَّحَابَة عَنْ أَمْر»  حسب تفسيره لهذه الآية من سورة النساء «يَسْتَفْتُونَكَ قُلِ اللَّهُ يُفْتِيكُمْ فِي الْكَلَالَةِ إِنِ امْرُؤٌ هَلَكَ لَيْسَ لَهُ وَلَدٌ وَلَهُ أُخْتٌ فَلَهَا نِصْفُ مَا تَرَكَ وَهُوَ يَرِثُهَا إِنْ لَمْ يَكُنْ لَهَا وَلَدٌ» وجاء في سورة النمل بمعنى «أَشِيرُوا عَلَيَّ فِي أَمْرِي» استنادا إلى تفسير الطبري لآية «قَالَتْ يَا أَيُّهَا الْمَلَأُ أَفْتُونِي فِي أَمْرِي مَا كُنْتُ قَاطِعَةً أَمْرًا حَتَّى تَشْهَدُونِ» .
استنادا إلى سنن الدارمي عن عبيد الله بن أبي جعفر أن رسول الله صلى الله عليه وسلم قال «أجرؤكم على الفتيا أجرؤكم على النار» واستنادا على جامع بيان العلم لابن عبد البر أن البراء بن مالك قال «أدركت عشرين ومائة من الأنصار من أصحاب رسول الله (صلى الله عليه وسلم)يسألون عن المسألة وما من رجل منهم إلا ويودّ أن أخاه كفاه فيرده هذا إلى هذا، وهذا إلى هذا، حتى يرجع إلى الأول» . وفي هذا الرواية إشارة واضحة إلى ضخامة مسؤولية إصدار فتوى.

## بدايات الفتوى
استنادا إلى كارين أرمسترونغ في كتابها «تاريخ الخالق الأعظم» ، فإن المسلمين بعد انتهاء عصر الخلفاء الراشدين وجدوا أنفسهم في زمان يختلف عن عصر النبوة الأولى حيث بدأت مظاهر الترف والفساد الإداري تنتشر بين صفوف الطبقة الحاكمة في عصر الأمويين والعباسيين وكانت طريقة الحكم تختلف عن طريقة إدارة رسول الله صلى الله عليه وسلم لشؤون المسلمين في المجتمع الصغير لمدينة يثرب فظهرت في هذين العصرين وبصورة تدريجية العديد من التيارات المنادية بالعودة إلى المبادئ الأساسية لطريقة الحكم التي كانت متبعة في عهد الرسول والخلفاء الراشدين.
كانت النتيجة الرئيسية والتدريجية لهذه التيارات هي ظهور فكرة الحكم عن طريق الشريعة الإسلامية والتي كانت مستندة على القرآن والسنة النبوية ويعتبر البعض البداية العملية في هذا الاتجاه هو قيام محمد بن إسماعيل البخاري ومسلم بن الحجاج النيسابوري بجمع الأحاديث النبوية. وكانت الفكرة الرئيسية في هذه الفترة التأريخية أن الرسول كان إنسانا متكاملا من ناحية تطبيق مفهوم الإسلام وعليه فإن أي شخص يحاول التوسع في علمه بدين الإسلام عليه أن يكون على اطلاع على كل صغيرة وكبيرة قام بها أو نطق بها الرسول محمد .
تم تسمية هذا التيار بأهل الحديث وحظوا بشعبية واسعة بين عامة المسلمين لإن هذا التيار كان متواضعا وبعيدا عن مظاهر الترف وما اعتبره المسلمين البسطاء فجوة واسعة بين الحاكم والمحكوم. وتدريجيا ظهرت نزعة من المسلمين البسطاء إلى اللجوء إلى رجال الدين أو أهل الحديث لإيجاد جواب لأسئلة غامضة أو قضايا شائكة في مختلف أوجه الحياة إذ كان المسلم البسيط يثق بهذا التيار أكثر من التيار الحاكم الذي وبصورة تدريجية أخذت طابع السلطة الإدارية وليست السلطة الدينية ويرى معظم المؤرخين إنه من هنا نشأت فكرة الفتوى بمفهومها الحالي.

## مفهوم الفتوى لدى السنة والشيعة
نشأت منذ البدايات الأولى لفكرة الفتوى اختلافا في وجهات النظر بين السنة والشيعة حول التفاصيل المتعلقة بالفتوى. فالسنة من وجهة نظرهم لم يؤمنوا إن الحاكم السياسي والإداري المتمثل في شخص الخليفة عليه أن يكون مرشدا روحيا في نفس الوقت لأنه كان شخصا إداريا وإنه بمجرد التركيز على قدسية القرآن وأهمية السنة النبوية فإن أي مسلم يستطيع أن يتقرب من الله بدون الحاجة إلى وسيط.
في الجانب الآخر كان الشيعة مقتنعون إن أبناء وأحفاد علي بن أبي طالب هم المؤهلون الوحيدون لقيادة السلطة السياسية والإدارية والدينية لكون علي من وجهة نظرهم من أقرب أقرباء الرسول محمد حيث إن رسول الإسلام لم يترك بعد وفاته أولادا. واستند الشيعة في بناء هذه العقيدة على آيات من القرآن وأحاديث كان الرسول فيها يدعوا من الله أن يبارك أهل بيته. وتدريجيا بدأ عند الشيعة فكرة إن المنحدرين من سلالة علي بن أبي طالب يملكون المعرفة الحقيقية باللهم الله وهم الوحيدون القادرون على استعمال هذا العلم في قيادة الأمة الإسلامية ومن هنا بدأ الشيعة في البحث عن أهل البيت ليجدوا أجوبة على أسئلة معقدة وشائكة في مختلف نواحي الحياة وهم على قناعة بإن علماء الدين المنحدرين من سلالة أهل البيت هم المؤهلون الوحيدون لإصدار الفتوى .
هناك فرق جوهري أخر لمفهوم الفتوى بين السنة والشيعة فالفتوى في نظر الشيعة هو مرسوم ديني يجب على كل من يعتبر نفسه شيعيا الالتزام أو العمل بما ورد فيه ويكون عملية اختيار المفتي من قبل هيئة من الفقهاء الذين تم تخويلهم من قبل ما يسمى لدى الشيعة أئمة عظام. من ناحية أخرى فإن شيخ جامع الأزهر محمد سيد طنطاوي يعتبر الفتوى الصادرة من الأزهر غير ملزمة وإن المسلم حر بقبوله أو رفضه  وفي 27 أغسطس 2003 م أصدرت لجنة علماء الأزهر بيانا يحرم الاعتراف بمجلس الحكم الانتقالي في العراق لأنه وحسب الفتوى «مفروض على الشعب العراقي من قبل قوة احتلال موالية لاعداء الله» ولكن محمد سيد طنطاوي أعلن رفضه لهذه الفتوى وقال «ان لجنة علماء الازهر غير مصرح لها بإصدار فتوى تخص دول أخرى، وانه سيتم استدعاء أعضائها لمحاسبتهم على هذا التصرف»  ومن الجدير بالذكر إن هناك انطباعا سائدا بأن الحكومة في مصر تحاول بطريقة أو بأخرى وصول علماء دين معتدلين إلى مرتبة المفتي لكي تتحكم بصورة غير مباشرة على البعد السياسي للفتاوى الصادرة من الأزهر .

## شروطالمفتي
استنادا إلى كتاب وائل حلاق الموسومة «تأريخ النظريات القانونية الإسلامية»  فإن هناك شروط رئيسية يجب أن يتوفر في المفتي ومن أهمها:
- يجب أن يكون مجتهدا بالمفهوم الإسلامي للإسلام الاجتهادي. والمجتهد هو عالم دين قادر على التحليل المنطقي العميق لنصوص القرأن ودروس السنة النبوية بشكل يؤهله لأستنباط أحكام في أمور معقدة.
- أن يفهم معاني وتفاسير وأسباب نزول مالا يقل عن 500 أية قرآنية متعلقة بمسائل قانونية.
- دراية عالية بعلم الحديث.
- دراية عالية باللغة العربية.
- دراية عالية بالناسخ والمنسوخ من القرآن.
- خبرة في القانون الإسلامي.
- معرفة كاملة عن جميع الفتاوي السابقة بغض النظر عن الجهة المصدرة للفتوى  نسخة محفوظة 1 يناير 2016 على موقع واي باك مشين..

## خطورة الفتوى

مقطع من فتوى إعلان الحرب على الولايات المتحدة وفيه استشهاد لآيات من سورة البقرة

تكمن خطورة الفتوى في كونها مرسوما دينيا تتعدى حدود علاقة الإنسان بخالقه فكثير من الفتاوي تتسم بصفات ثورية وسياسية واجتماعية واقتصادية والجدل القديم الذي أدى إلى ظهور فكرة الفتوى لايزال قائما في الدول الإسلامية حيث يوجد هناك فجوة بين الحاكم السياسي والإداري والناطق باسم الشريعة الإسلامية حيث إن هناك دول إسلامية تعد على أصابع اليد الواحدة يكون فيها المرشد الروحي هو صاحب القرار السياسي.
من الأمثلة المشهورة على دور فتوى في تغيير واقع معين هي الفتوى التي صدرت في إيران عام 1891 وفيها أفتى محمد حسن شيرازي الإيرانيين بمقاطعة تدخين التبغ وحدثت بالفعل مقاطعة واسعة النطاق لمدة شهرين حيث اضطر الشاه على أثرها لإلغاء عقود تجارية ضخمة مع عدد من الدول الأوروبية حيث كان الشاه في ذلك الوقت يحاول الانفتاح على الغرب  نسخة محفوظة 1 يناير 2016 على موقع واي باك مشين..
بعد 107 عاما من فتوى الشيرازي وفي 23 فبراير 1998 م أصدرت 5 منظمات إسلامية تؤمن بمبدأ الإسلام السياسي ومن بينهم منظمة القاعدة بزعامة أسامة بن لادن بإصدار فتوى تعلن فيها الحرب على الولايات المتحدة وكان الفتوى يحمل توقيع بن لادن وأيمن الظواهري وأبو ياسر رفاعي أحمد طه ومير حمزة من باكستان وفضل الرحمن من بنغلاديش . وأدت هذه الوثيقة بعد سنوات إلى وقوع أحداث 11 سبتمبر 2001 والتي أدت بدورها إلى إعلان جورج دبليو بوش ماسماه الحرب على الإرهاب وأدى هذا الحرب إلى عملية غزو أفغانستان 2001 وعملية غزو العراق 2003 وتغيرات في الخريطة السياسية للعالم.
يقول الدكتور رياض الصيداوي أن الفتاوى السياسية بدأت بالانتشار مع: «حرب الخليج عام 1991 وانتقلت الظاهرة من الخليج إلى مصر والشام ومنطقة المغرب العربي».
و يضيف أن «الفراغ الديمقراطي تم ملؤه بشيخ يفتي. ففي السعودية هناك هيئة كبار العلماء وهي جهاز يعوض البرلمان». كما يربط الصيداوى بين المصالح الاقتصادية والسياسية وبين الخطاب الديني، فمثلا «قطر دخلت على خط التنافس السياسي والديني مع السعودية ونشبت حرب فتاوى واضحة المعالم بين جهاز الفتوى القطري وجهاز الفتوى السعودي. فالسعودية أنشأت رابطة العلماء المسلمين، وقطر أنشأت جهازا اسمه الاتحاد العالمي لعلماء المسلمين ووضعت على رأسه الشيخ يوسف القرضاوي».

## مفهوم الغرب للفتوى
بسبب التغطية الإعلامية الكثيفة لفتاوى معينة تحمل طابعا سياسيا أو تحمل مضامين تتخطى حدود علاقة الإنسان بخالقه وتتخطى البقعة الجغرافية التي تم إصدار الفتوى فيها لتشمل دولاً أخرى فإن الإنسان الغربي البسيط بدأ في السنوات الأخيرة يأخذ انطباعا سطحيا عن الفتوى ويعتبرها بمثابة «رخصة للقتل» أو «وثيقة لإعلان حرب» ولا يدرك الجوانب المتعددة الأخرى للفتوى.
وقد استند حاملو هذا الانطباع عن الفتوى إلى بعض الفتاوى ومنها على سبيل المثال:
- الفتوى الصادرة من روح الله الخميني بإهدار دم سلمان رشدي عام 1989 بسبب ما تم اعتباره إساءة للرسول محمد وفي عام 1991 تم طعن المترجم الياباني لرشدي حتى الموت وتم طعن المترجم الإيطالي والمترجم النرويجي لرشدي في ميلانو وأوسلو.[2]
- الفتوى الصادرة من بإهدار دم الطبيبة والكاتبة البنغلاديشية تسليمة نسرين في عام 1993 م بسبب مقالاتها الصحفية العديدة حول ما وصفتها «سوء معاملة المرأة في الإسلام» ومن الجدير بالذكر إن نسرين منحت حق اللجوء في السويد وتقيم حاليا في باريس.[3]
- الفتوى الصادرة من 5 منظمات إسلامية سياسية واشتهرت في الغرب بفتوى أسامة بن لادن ونصت على إعلان «قتل الأمريكان وحلفائهم، مدنيين وعسكريين من أجل تحرير المسجد الأقصى والمسجد الحرام [4]».
- الفتوى الصادرة من علماء مسلمون في ولاية زمفارا في نيجيريا في عام 2002 بإهدار دم الصحفية ايسيوما دانيال بعد أن كتبت «أن النبي محمد ربما أقر مسابقة ملكات جمال العالم ولربما ابتغى الزواج من إحدى ملكات الجمال» وتسبب هذا المقال في اندلاع أعمال عنف طائفية في مدينة كادونا الشمالية.[5]

.

## الفتوى في الديانات الأخرى
هناك بعض الأمثلة في تأريخ الكنيسة الكاثوليكية وخاصة في تعاملها بما اعتبرته هرطقة أو خروجا عن مبادئ الكنيسة حيث قامت الكنيسة بتشكيل لجنة خاصة لمحاربة الهرطقة في عام 1184 م وكانت هذه اللجنة نشيطة في العديد من الدول الأوروبية، وقامت هذه اللجنة بشن الحرب على أتباع المعتقد الثنوي في غرب أوروبا، والثنوية هي اعتقاد بأن هناك قوتين أو خالقين يسيطران على الكون يمثل أحدهما الخير والأخر الشر. استمرت هذه الحملة من 1209 إلى 1229 وشملت أساليبهم حرق المهرطقين وهم أحياء وكانت الأساليب الأخرى المستعملة متطرفة وشديدة حتى بالنسبة لمقاييس القرون الوسطى. وكانت بناء على مرسوم من الناطق باسم البابا قيصر هيسترباخ Caesar of Heisterbach الذي قال «اذبحوهم كلهم»   واستمرت هذه الحملة لسنوات وشملت لأكثر من 10 مدن في فرنسا.
ويرى بعض المؤرخين أن أول عملية انتحارية في التاريخ قد تكون تلك العملية التي وقعت أثناء الحملات الصليبية حيث قامت سفينة تحمل فرسانا أطلق عليهم تسمية فرسان الهيكل بالاصطدام مع سفينة للعرب المسلمين فقتل 140 فارسا مسيحيا مع أضعاف هذا العدد من المسلمين.
في 17 أكتوبر 2003 م صرح ضابط رفيع في وزارة الدفاع الأمريكية واسمه وليام بويكن William G Boykin «إن الحرب على الإرهاب هو حرب على الشيطان» وإن «زعماء الحرب المسلمين في الصومال يعبدون الأوثان بدلا من الخالق».